# Smack My Bitch Up
"Smack My Bitch Up"은 영국의 빅 비트 그룹 프로디지의 노래이다. 1997년 11월 발표되었으며, 음반 The Fat of the Land에 수록되었다. 1997년 한해만 영국에서 10만 장이 팔렸다.
여성혐오로 보일 수 있는 제목과, 폭력적이고 선정적인 뮤직비디오로 인해 논란의 대상이 된 작품이다.

## 가사
비트와 함께 "Change my pitch up / Smack my bitch up"이라는 가사만 반복된다. 프로디지 측은 이 노래가 여성혐오로 해석되는 것은 오해라며, 이것은 사실 "무엇이든 강렬하게 하는 것(...doing anything intensely...)을 의미한다고 변호했다. 1998년 리딩 페스티벌 때 비스티 보이즈가 프로디지에게 이 노래는 공연하지 말아 줄 것을 요구했다가 거절당한 일이 벌어지자 노래를 둘러싼 의견충돌이 매우 널리 알려졌다.

## 뮤직비디오
뮤직비디오는 스웨덴의 요나스 오케르룬드가 감독했다. 런던의 밤거리를 배경으로, 1인칭 시점의 주인공이 음주운전, 코카인 흡입, 반달리즘, 구토, 남자 폭행, 여자 성추행, 뺑소니 등을 저지르고 다닌다. 주인공은 술집에서 스트리퍼를 데리고 나와 집으로 가서 그녀와 섹스한다. 스트리퍼가 물건을 챙겨 나가자 주인공이 거울을 바라보고, 주인공이 여성이었음이 밝혀진다. 주인공이 침대에 무너지듯 누우면서 비디오가 끝난다.
이 뮤직비디오는 MTV에서 방영이 금지당했던 바 있다.

## 인기 순위표
| 차트(1997년)                    | 최고 순위 |
| ------------------------------- | --------- |
| 오스트레일리아 (ARIA)           | 41        |
| 핀란드 (수오멘 비랄리넨 리스타) | 1         |
| 독일 (미디어 컨트롤 AG)         | 51        |
| 아일랜드 (IRMA)                 | 6         |
| 네덜란드 (네덜란드스 탑 40)     | 19        |
| 뉴질랜드 (레코드 뮤직 NZ)       | 8         |
| 노르웨이 (VG-리스타)            | 8         |
| 스웨덴 (스베리예토프리스탄)     | 13        |
| 영국 싱글 (오피셜 차트 컴퍼니)  | 8         |
| 미국 빌보드 핫 100              | 89        |